# Bobby Ferguson
Bobby Ferguson, Robert Burnitt Ferguson (Dudley, 1938. január 8. – 2018. március 28.) angol labdarúgó, hátvéd, edző.

## Pályafutása
1955 és 1962 között a Newcastle United, 1962 és 1965 között a Derby County labdarúgója volt. 1965 és 1970 között Walesben játszott. 1965 ls 1968 között a Cardiff City csapatában szerepelt, ahol két walesi kupa-győzelmet ért el az együttessel. Az 1968–69-es idényben a Barry Town, a következő idényben a Newport County játékos-edzője volt. Az aktív játéktól 1970-ben vonult vissza.
1982 és 1987 között az Ipswich Town vezetőedzője volt.

## Sikerei, díjai
Cardiff City
- Walesi kupa
  - győztes (2): 1967, 1968